# Phaeosolenia betulae
Phaeosolenia betulae är en svampart som beskrevs av W.B. Cooke 1961. Phaeosolenia betulae ingår i släktet Phaeosolenia och familjen Inocybaceae.   Inga underarter finns listade i Catalogue of Life.